# Cadena de transmissió

Animació del funcionament d'una cadena de transmissió.

Una  cadena de transmissió  serveix per transmetre el moviment d'arrossegament entre rodes dentades.

## Història

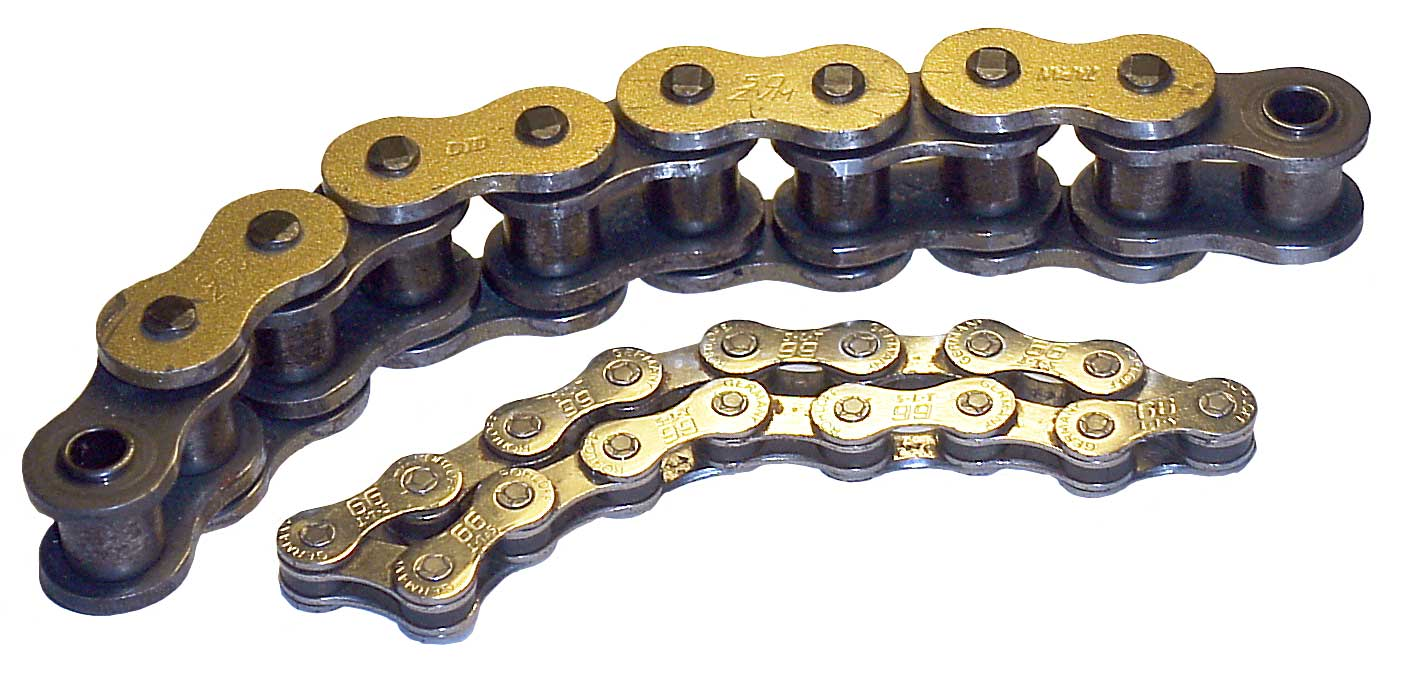
Cadenes de baules planes enllaçades mitjançant cargols, habitualment emprades en motos ios i bicicletes.

Encara que s'atribueix la invenció de la cadena de rodets a Hans Renold el 1880, hi ha alguns esbossos de Leonardo da Vinci del segle xvi que ja mostren una cadena amb un rodament de rodets. Al segle xvi Leonardo da Vinci va fer esbossos del que sembla la primera cadena d'acer. Aquestes cadenes probablement van ser dissenyades per transmetre la força de tracció, ja que només comprenen plaques i passadors metàl·lics i accessoris. No obstant això, els esbossos de da Vinci mostren un coixinet de rodets.).
De fet el 1829 va ser presentada una patent per l'artista gravador i inventor francès André Galle (1761-1844), que va posar en marxa una industrialització a petita escala. En molts llibres tècnics en francès de finals del segle xix i principis del XX les cadenes de corró tipus motocicleta o bicicleta es diuen «cadena Galle» ( chaine Galle ).

## Aplicacions

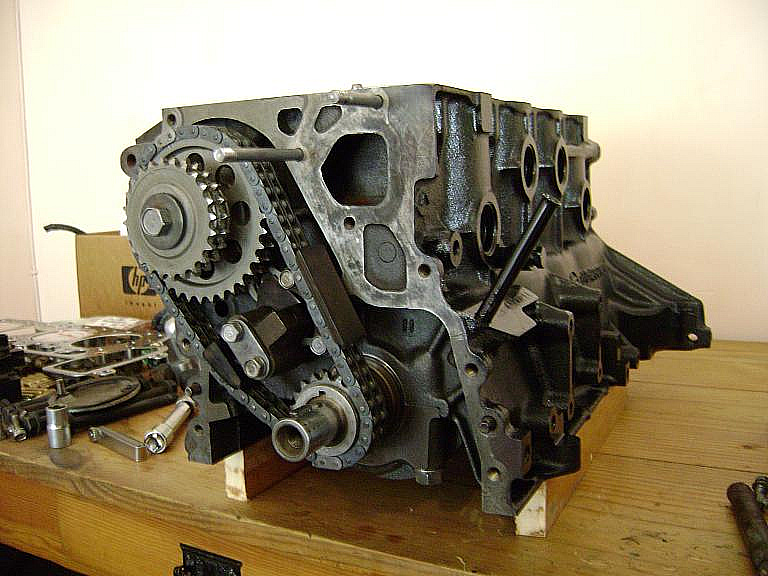
Cadena de distribució d'un motor OHV.

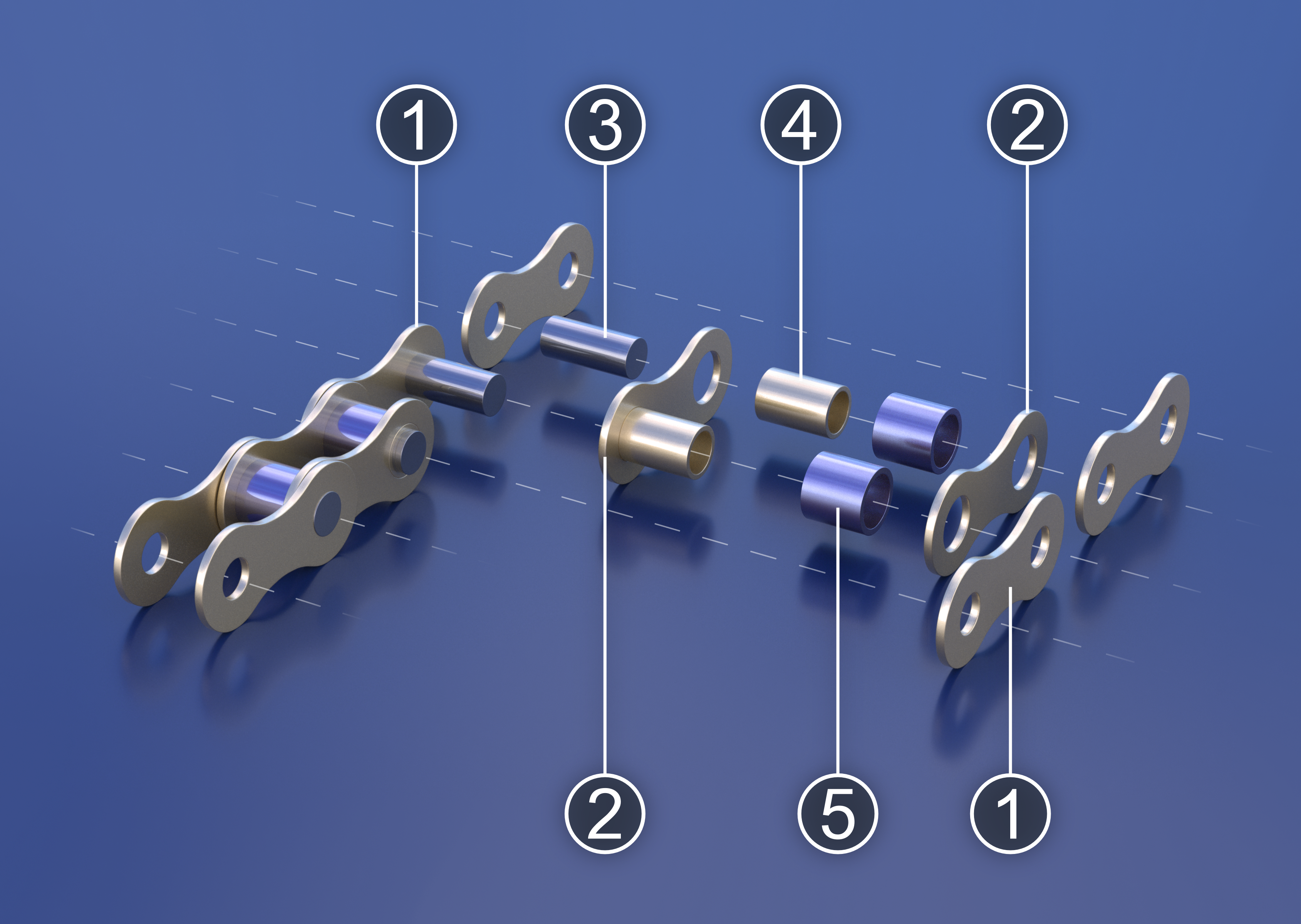
Descomposició d'una cadena.

- Transmetre el moviment dels pedals a la roda en les bicicletes o del canvi a la roda del darrere en les motos.
- En els motors de 4 temps, per transmetre moviment d'un mecanisme a un altre. Per exemple del cigonyal a l'arbre de lleves, o del cigonyal a la bomba de lubricació del motor.

Hi ha alguns models de motos que empren un cardan per a transmetre el moviment a les rodes. No obstant això, el sistema de cadena dona una certa elasticitat que ajuda a iniciar el moviment, sobretot en pendents. El seu inconvenient és que és fàcil enganxar-se amb ella i és més feble que un cardan.
Hi ha un dispositiu anomenat falcon utilitzat per absorbir part de la vibració de la cadena que impedeix la fragmentació de les baules.
Per substituir la cadena també hi ha sistemes hidràulics o per corretja.
En els motors de cicle Otto de 4 temps s'usen cadenes per a l'arbre de lleves des de fa molt temps, però des de l'aparició dels motors SOHC i DOHC per raó del soroll més baix i menor cost que les cadenes i pinyons de distribució, les corretges dentades han anat guanyant terreny per a aquesta funció.
Cada vegada doncs es tendeix més a substituir la cadena de l'arbre de lleves per una corretja, ja que fa menys sorollós el motor. A canvi, cal substituir la corretja amb més freqüència que una cadena i consumeix una mica més de potència del motor. La cadena de distribució, sempre que el seu greixatge i el seu mecanisme tensor funcionin correctament, dura el que dura el motor.

## Variants
- Cadena tradicional de baules
- Cadena plana
- Cadena Morse.[6][7][8]
- Cadena de rodets
- Cadena de làmines múltiples, emprada en variadors CVT.[9]

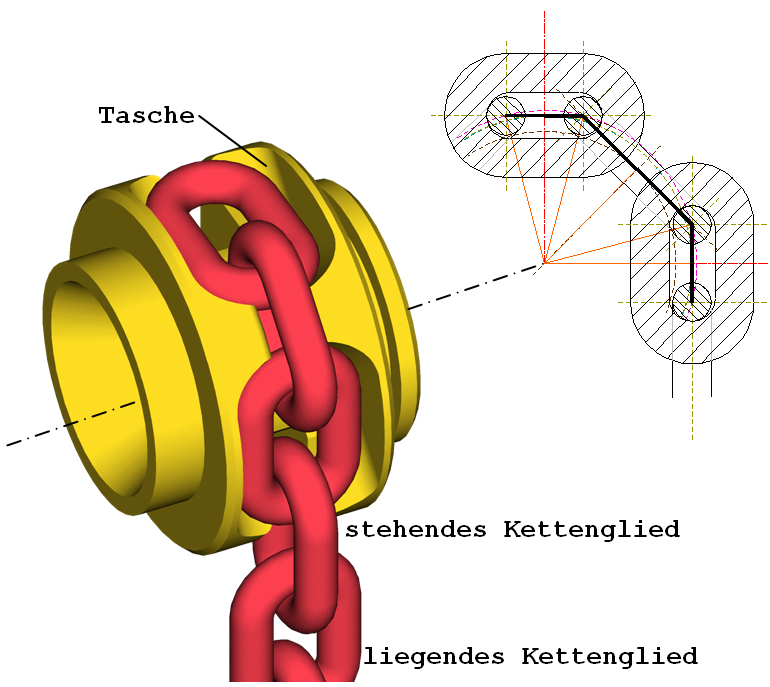
Cadena convencional usada en transmissió
Esquema de ternal manual de cadena diferencial.
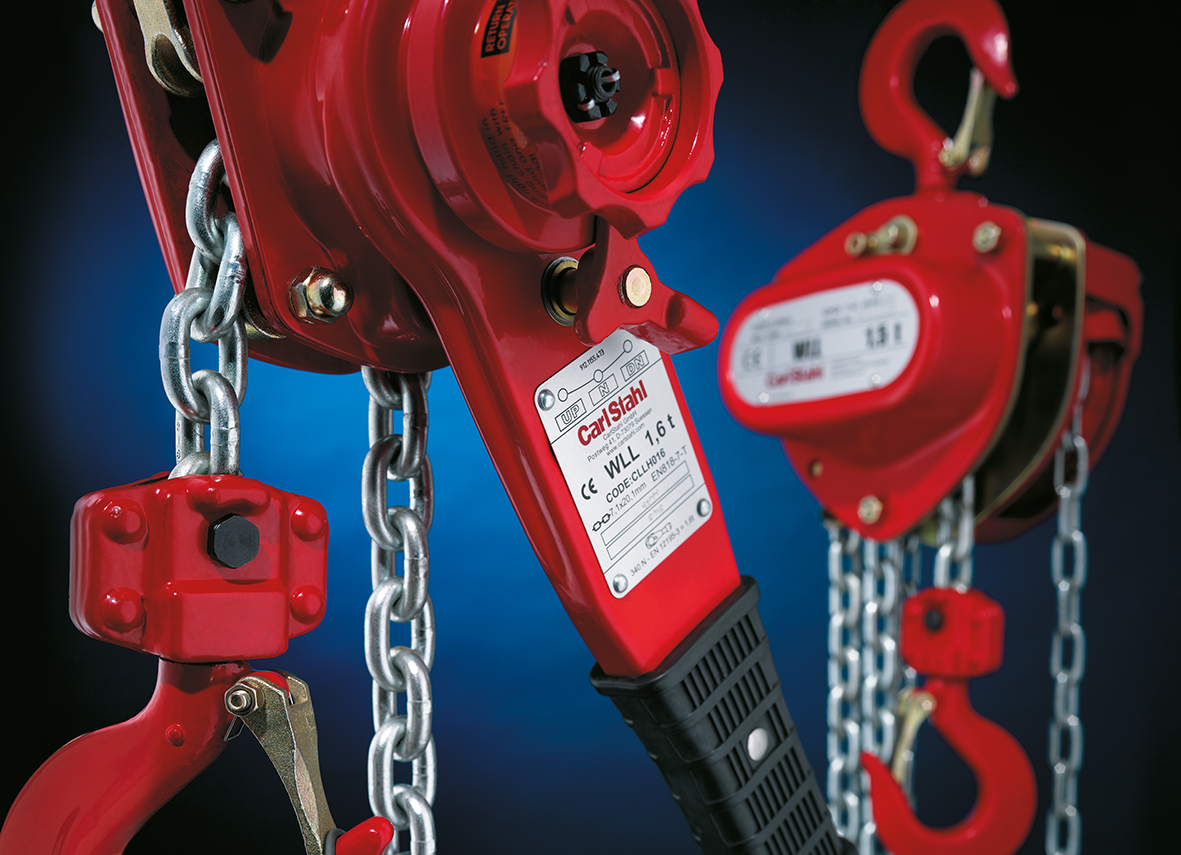
Dos ternals manuals de cadena. La cadena de transmissió és convencional.

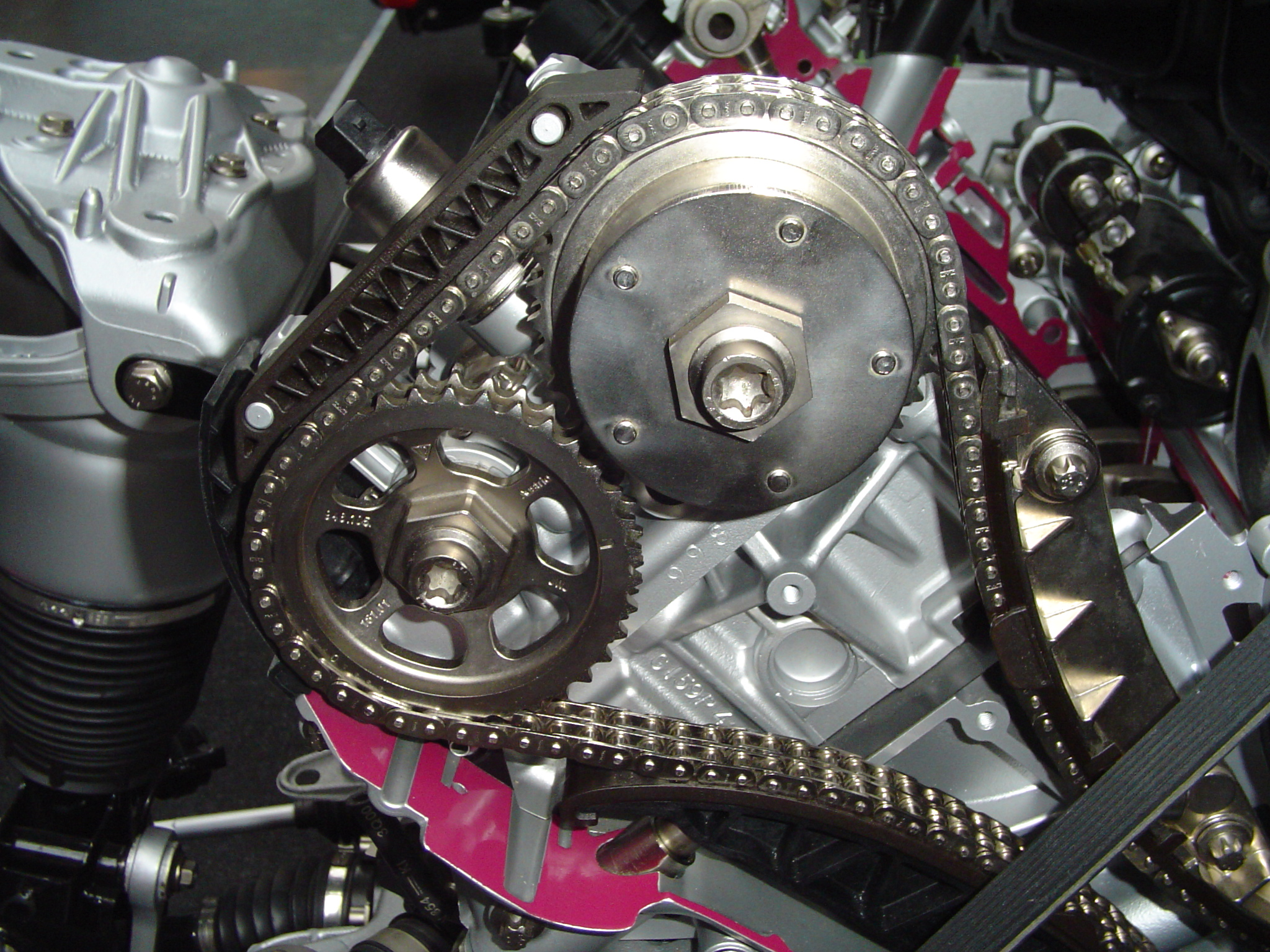
Cadena de rodets doble en la distribució d'un motor.
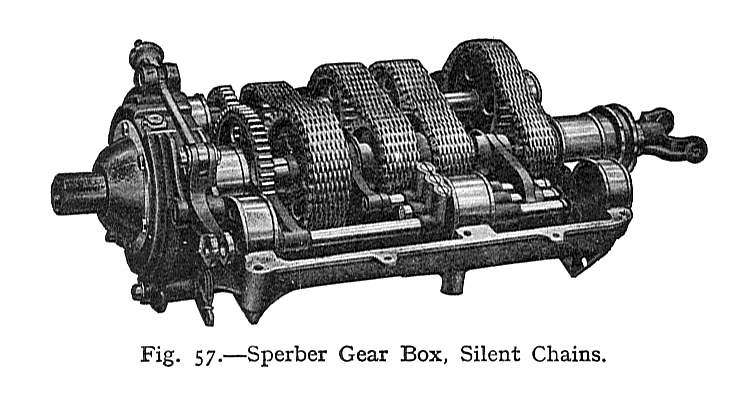
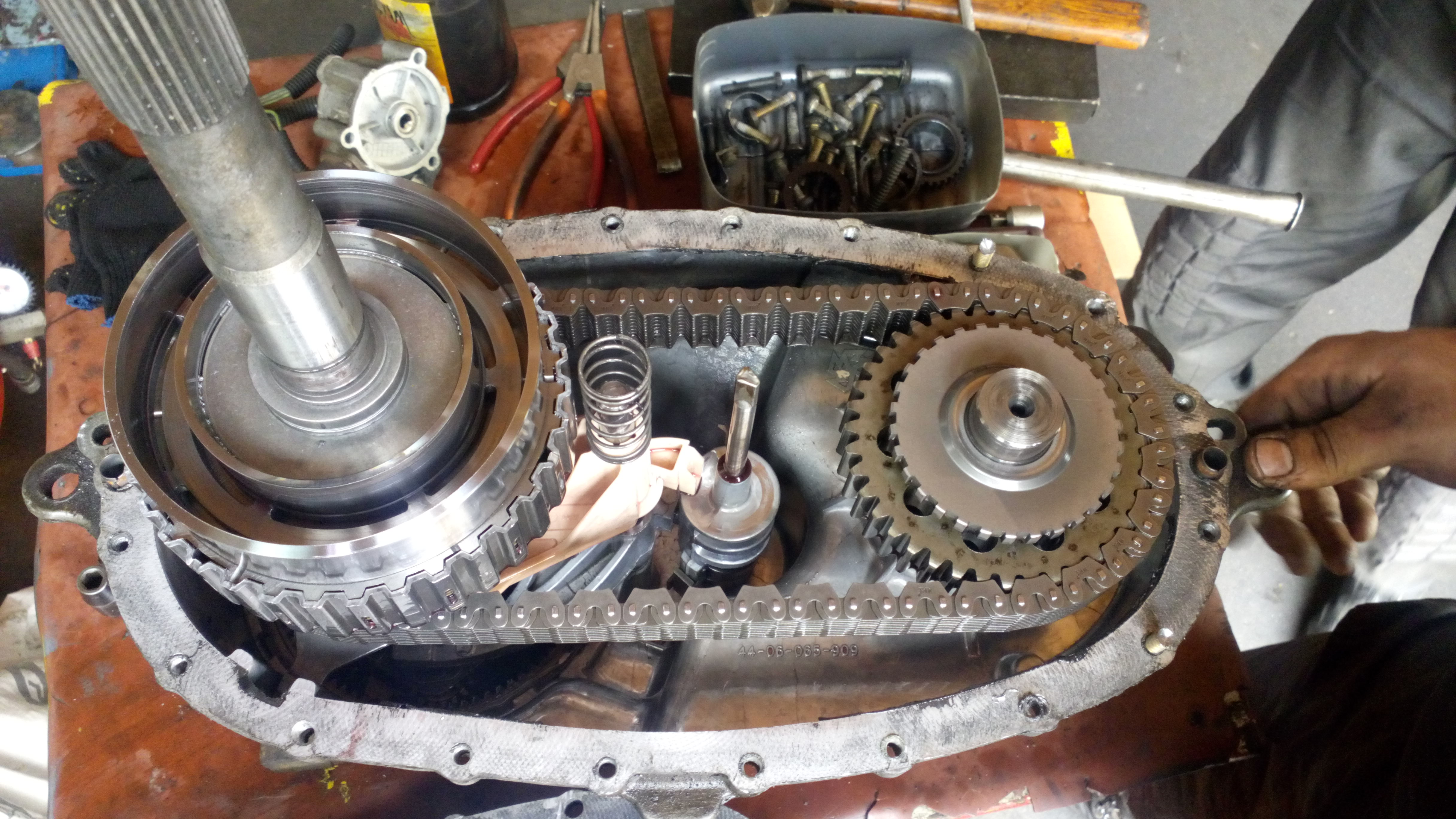
Transmissió per cadena Morse en una caixa de transferència BorgWarner 4406 (vehicle Ford Expedition 5,4 l).

## Equacions del moviment de les cadenes
Equacions que descriuen el moviment de les cadenes de transmissió:
 Z1.ω1 = Z2.ω2 
- Z = nombre de dents
- ω= velocitat angular/revolucions per minut